# L'uomo ombra (film 1934)
L'uomo ombra (The Thin Man) è un film del 1934 diretto da W. S. Van Dyke.
Tratto dall'omonimo romanzo giallo di Dashiell Hammett, il film è una brillante commedia sofisticata con spunti gialli.
Candidato a quattro premi Oscar, nel 1997 è stato scelto per la conservazione nel National Film Registry della Biblioteca del Congresso degli Stati Uniti.

## Trama
Nick e Nora Charles sono due coniugi (ex investigatore lui, ricca ereditiera lei sempre accompagnati dal cane Asta) amanti della baldoria e dell'alcol, visitano New York City per trascorrere le vacanze di Natale.
Qui Nick viene rimesso in servizio da Dorothy Wynant, una giovane donna il cui padre Clyde era stato a sua volta un vecchio cliente di Nick. Clyde avrebbe dovuto essere in viaggio di lavoro segreto e aveva promesso di essere a casa prima del matrimonio di sua figlia, ma è misteriosamente scomparso. Dorothy convince Nick a occuparsi del caso ma, quello che sembra essere un caso di persona scomparsa, si trasforma in un caso di omicidio quando Julia Wolf, ex segretaria e amante di Clyde, viene trovata morta e le prove indicano Clyde come il principale sospettato. Dorothy, però, rifiuta di credere che suo padre sia colpevole.
Nick allora va a indagare nel laboratorio di Clyde in quanto è chiuso mentre le altre volte che andava via lo lasciava aperto, e qui trova sepolto un corpo nella calce viva per cui si riesce solo a recuperare i vestiti che rivelano essere un "uomo grasso" perché indossava abiti oversize e un bastone, che rivela essere zoppo e una cintura con delle iniziali "DWR". Gli indizi quindi si indirizzano contro Clyde pensando che fosse il corpo di uno scienziato rivale di Clyde e per il fatto che Clyde era un "uomo magro" ("thin man", da cui il titolo originale del film). Tuttavia Nick non è convinto e sostiene che gli abiti siano stati piantati per depistare sulla vera identità del corpo, per cui segue le analisi ai raggi X sullo scheletro che rivela avere una scheggia da una vecchia ferita di guerra in una gamba, così come aveva Clyde.
Nick organizza allora una cena dove invita i sospettati e qui annuncia che Clyde non è l'assassino e che il corpo ritrovato è quello di Clyde, e qui rivela piano piano l'ipotesi sul vero assassino.

## Produzione

### Cast
I due protagonisti vengono interpretati da William Powell e Myrna Loy, all'epoca attori di film di serie B che, grazie al successo del film, diverranno una delle coppie più amate del cinema hollywoodiano.

## Accoglienza
Il film, che nel 1934 è stato indicato tra i migliori dieci film dell'anno dal National Board of Review of Motion Pictures, ha ricevuto quattro candidature ai Premi Oscar 1935: miglior film, miglior regista, miglior sceneggiatura non originale e miglior attore protagonista.
Nel 1997 è stato scelto per la conservazione nel National Film Registry della Biblioteca del Congresso degli Stati Uniti.

## Opere derivate
Il film diede vita a una celebre serie. I film successivi furono Dopo l'uomo ombra (After the Thin Man, 1936), Si riparla dell'uomo ombra (Another Thin Man, 1939), L'ombra dell'uomo ombra (Shadow of the Thin Man, 1941), diretti ancora da Van Dyke, L'uomo ombra torna a casa (The Thin Man Goes Home, 1945) di Richard Thorpe e Il canto dell'uomo ombra (Song of the Thin Man, 1947) per la regia di Edward Buzzell.
Nel 1957 venne realizzata la serie Tv omonima composta di 72 episodi, prodotta dalla Clarington Productions e dalla MGM Television e trasmessa dalla NBC TV tra il 1957 e il 1959; Nick e Nora vennero interpretati rispettivamente da Peter Lawford e Phyllis Kirk.
I protagonisti possono essere considerati il prototipo delle successive coppie di coniugi-detective (spesso con un cane da compagnia), protagoniste di serie televisive quali McMillan e signora e Cuore e batticuore.
Nel 2011 fu annunciata la lavorazione di un remake del film diretto da Rob Marshall con protagonista Johnny Depp.